# Lars Holberg
Lars Ludvig Holberg, född 25 maj 1884 i Kalmar, död 7 juli 1936 i Målilla, var en svensk apotekare, målare och tecknare.      
Han var son till postmästaren Waldemar Holberg och Augusta Mathilda Torell. Han arbetade som apotekare i Falköping, Göteborg, Stockholm och slutligen i Målilla. Vid sidan av sitt arbete ägnade han sig åt akvarellmåleri och vid sin död efterlämnade han ett stort antal akvareller och teckningar. Dessa var präglade av en makaber och excentrisk fantastisk och i en bisarr stil som gränsade till surrealismen. Man jämställde hans konst med Arosenius målningar där likheten framträder i den bittra satiren och att han i sin konst tagit intryck från den litterära världen. En minnesutställning med hans konst visades på Gummesons konsthall 1939 och på SDS-hallen i Malmö 1941. Holberg är representerad vid bland annat Moderna museet i Stockholm. Han är begravd på Skogskyrkogården i Stockholm.